# Moss Burmester
Moss James Burmester, né le 19 juin 1981 à Hastings, est un nageur néo-zélandais, spécialiste du papillon.

## Carrière
Lors des Jeux du Commonwealth de 2006, il est médaillé d'or sur le 200 m papillon et d'argent sur le 100 m papillon. La même année, il est vice-champion du monde en petit bassin du 200 m papillon. Deux ans plus tard, à Manchester, il remporte le titre mondial en petit bassin sur le 200 m papillon. Il participe ensuite aux Jeux olympiques de Pékin, sa deuxième apparition à l'événement planétaire après Athènes en 2004, atteignant la finale du 200 m papillon qu'il achève à la quatrième place. Il s'est retiré du sport de compétition en 2010.